# Мар'янівка (річка)
Мар'янівка — річка в Україні, у Іванківському районі Київської області. Ліва притока Іллі (басейн Прип'яті).

## Опис
Довжина річки приблизно 11,3 км.

## Розташування
Бере початок у Стечанці. Тече переважно на південний захід через Роз'їждже і біля Замошні впадає у річку Іллю, ліву притоку Ужа.